# Wilhelm Meyer-Lübke
Wilhelm Meyer-Lübke (o Meyer-Luebke) (Dübendorf, 30 de gener de 1861 - Bonn, 4 d'octubre de 1936), lingüista neogramàtic, romanista i catalanòfil suís.

## Carrera
Deixeble del pare de la romanística, Friedrich Diez. Fou professor de les universitats de Jena, Viena i Bonn. Seguint la teoria de Gustav Gröber, adaptà el mètode comparatista d'investigació de l'indoeuropeu a les llengües romàniques, en l'estudi de les quals va introduir un principi de sistematització. Introduí un gran escepticisme envers les explicacions dels canvis fonètics mitjançant el substrat. Observà que hom sabia molt poc de les llengües preromanes (osc i umbre, de la Itàlia central i meridional; gal, de la Itàlia septentrional i la Gàl·lia; iber, d'Hispània); no se sabia amb certesa res de la llengua dels sards i molt poc de la llengua preromana de la Dàcia o del Vèneto. Una de les influències de substrat cèltic és la mutació de [u] en [ü]. Aquesta es produeix en francès, occità, piemontès, lígurs, llombard, en part de l'emilià, en romanx i retoromànic engiadinès, a més de gal·lès, neerlandès, els dialectes alemanys d'Alsàcia, de part de Brisgòvia i del Vallese. Totes aquestes zones foren habitades pels celtes, però la coincidència entre la isoglossa i l'àrea celta és menys precisa del que sembla. Tot i admetre la identitat de la isoglossa moderna amb l'àrea antigament ocupada pels celtes, encara cal demostrar que la isoglossa sigui antiga i que la coincidència es remunti efectivament a l'època que els celtes aprengueren llatí. Però el fenomen en occità és posterior a l'època medieval i sembla tardà fins i tot en altres zones perifèriques de la Gal·loromània, des de la Savoia fins a Normandia. L'àrea actual del canvi u>ü és el resultat d'una expansió a partir d'un nucli original petit. La innovació s'estengué pel basc del vessant nord dels Pirineus. De tots els fenòmens atribuïts al substrat cèltic, els que resultaven més segurs per a Meyer-Lübke eren el pas de -CT- a -it- i la nasalització de les vocals. A la influència osco-umbra, Meyer-Lübke li atribueix dos fenòmens segurs: la sonorització de les oclusives sordes després de nasal, i l'assimilació ND > nn. A la península Ibèrica estudià el canvi de F- inicial que no s'esdevé davant -r- ni davant diftong castellà ue procedent de O. En conclusió, Meyer-Lübke considerà que abans d'avançar la hipòtesi de la influència del substrat s'han de complir tres operacions preliminars:
1. Comprovar les condicions de vida reals de la població de la zona on es produeix el fenomen, o de les relacions exactes que hi mantenen els romans i els autòctons llatins,
2. Comprovar l'antiguitat del fenomen a la zona afectada
3. Analitzar rigorosament les diverses realitzacions articulatòries de sons aparentment idèntics.

### El català
Seguint el seu mestre Friedrich Diez, el 1890 assignà a la llengua catalana l'estatus de dialecte de l'occità (anomenat aleshores provençal) en la seva Grammatik der romanischen Sprachen (Gramàtica de les Llengües Romàniques), on diu: "A l'Est la transició es produeix a poc a poc amb el català al Rosselló: Aquesta darrera varietat (parlen), que no és més que un dialecte provençal...." (p. 14). No obstant això, abandonà aquesta opinió el 1925, que empra de manera general el nom de "llengua catalana", però afirmant les concordances amb l'occità de tot el conjunt idiomàtic de Catalunya, el País Valencià i les Balears. Aquest canvi fou fonamental per al reconeixement del català com a llengua independent.
En el seu estudi monogràfic sobre el català (Das Katalanische, 1925), Meyer-Lübke comparà aquest idioma amb el castellà i l'occità i tragué la conclusió que el català era una llengua del grup gal·loromànic. Amb aquesta opinió s'encetà una polèmica sobre la subagrupació romànica del català, tot just després del seu reconeixement com a llengua independent, sobretot per la coincidència cronològica de l'obra de Meyer-Lübke amb Orígenes del español de Ramón Menéndez Pidal (1926), on aquest filòleg espanyol desenvolupà la tesi de la classificació del català com a llengua iberoromànica.
Meyer-Lübke, que fou membre corresponent de l'Institut d'Estudis Catalans (des de 1921), donà un curset de tècnica lexicogràfica i d'etimologia al principal col·laborador d'Antoni M. Alcover, Francesc de B. Moll, el 1923, a Mallorca, per a la redacció del Diccionari Català-Valencià-Balear i redactà unes instruccions per a l'elaboració d'aquest diccionari (Gedanken über die Anlage des von Mn. A. M. Alcover unternommenen Diccionari català-valencià-balear); finalment, el 1925 revisà, de bell nou a Mallorca, la part ja redactada de l'esmentat diccionari. Malgrat els seus coneixements del català, el seu tractament d'aquest idioma en Grammatik der romanischen Sprachen rebé algunes crítiques de Pompeu Fabra (1907).

## Obres
- Meyer-Lübke, Wilhelm. Grammatik der romanischen Sprachen (en alemany).  Reisland, 1890-1902.
- Romanische Syntax (Leipzig, 1899).
- Einführung in das Studium der romanischen Sprachwissenschaft (Introducció a l'estudi de la lingüística romànica (Heidelberg, 1901).
- Romanisches etymologisches Wörterbuch (Diccionari etimològic de les llengües romàniques) (1911-1920), en tretze lliuraments.
- "Gedanken über die Anlage des von Mn. A. M. Alcover unternommenen Diccionari català-valencià-balear", Bolletí del Diccionari de la Llengua Catalana XIII (juliol-agost 1923), p.72-94.
- Das Katalanische. Seine Stellung zum Spanischen und Provenzalischen, sprachwissenchftlich und historisch dargestellt (El català. La seva situació davant l'espanyol i el provençal) (Heidelberg, 1925).